# Bieszczadzki Oddział Straży Granicznej
Bieszczadzki Oddział Straży Granicznej imienia gen. bryg. Jana Tomasza Gorzechowskiego – jeden z dziewięciu oddziałów Straży Granicznej pełniący służbę na granicy polsko-ukraińskiej i polsko-słowackiej.

## Formowanie i zmiany organizacyjne
7 maja 1991 Komendant Główny Straży Granicznej płk prof. dr hab. Marek Lisiecki wydał zarządzenie nr 012 na mocy którego 16 maja 1991 rozwiązano Bieszczadzką Brygadę Wojsk Ochrony Pogranicza w Przemyślu. Jednocześnie na mocy tego zarządzenia został utworzony Bieszczadzki Oddział Straży Granicznej w Przemyślu według etatu nr 44/017 o stanie osobowym 858 funkcjonariuszy i 78 pracowników urzędów państwowych.

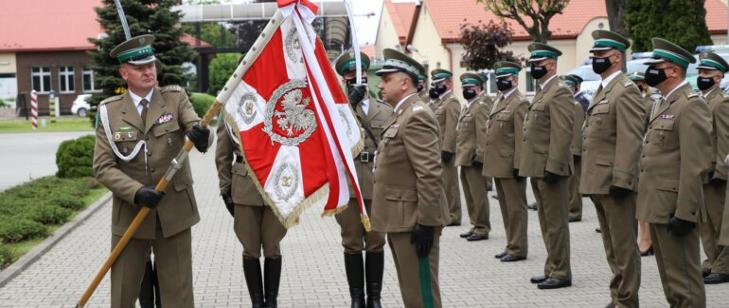
Symboliczne przekazanie sztandaru związane ze zmianą na stanowisku Komendanta BiOSG (maj 2021)

Pierwszy sztandar Bieszczadzki Oddział Straży Granicznej otrzymał 29 listopada 1992 w 162 rocznicę wybuchu powstania listopadowego. Uroczystość nadania sztandaru odbyła się w kościele garnizonowym o. Karmelitów. Obecnie sztandar ten znajduje się w Sali Tradycji w Centralnym Ośrodku Szkolenia Straży Granicznej w Koszalinie.
16 maja 1999 Bieszczadzki Oddział Straży Granicznej otrzymał imię patrona gen. brygady Jana Tomasza Gorzechowskiego oraz nowy sztandar. Uroczystość nadania imienia i wręczenia sztandaru odbyła się na Rynku w Przemyślu.
25 listopada 2005 nastąpiło zakończenie służby w Straży Granicznej funkcjonariuszy służby kandydackiej i przejście Straży Granicznej na system służby zawodowej .
Zarządzeniem nr 64 Komendanta Głównego Straży Granicznej z 2 listopada 2010 określono i wprowadzono symbol Bieszczadzkiego Oddziału Straży Granicznej.
14 maja 2015 w Komendzie Bieszczadzkiego OSG odsłonięto tablicę pamiątkową poświęconą patronowi oddziału – gen. bryg. Janowi Tomaszowi Gorzechowskiemu.

## Zasięg terytorialny
Od 12 stycznia 2002 zasięg terytorialny oddziału obejmował województwo podkarpackie. Ochraniał granice państwową o długości 373 km, z czego 239 km przypadało na granicę z Ukrainą oraz 134 km na granicę ze Słowacją.
Od 1 czerwca 2009 zasięg terytorialny oddziału obejmował województwo podkarpackie z wyłączeniem powiatów: jasielskiego, krośnieńskiego, sanockiego (bez gmin: Sanok, Zagórz, Tyrawa Wołoska) oraz miasta na prawach powiatu Krosno.
Od 1 kwietnia 2011 zasięg terytorialny oddziału objął województwo podkarpackie.
W terytorialnym zasięgu działania oddziału terenowymi organami Straży Granicznej byli komendant oddziału, komendanci strażnic i granicznych placówek kontrolnych, a po reorganizacji w 2004 jest komendant oddziału i komendanci placówek.
Oddział współpracuje m.in. z: Policją, Służbą Celną, Inspekcją Transportu Drogowego, Agencją Bezpieczeństwa Wewnętrznego, Centralnym Biurem Śledczym, Żandarmerią Wojskową, Strażą Ochrony Kolei.
W celu skutecznej ochrony granicy państwowej Bieszczadzki OSG ściśle współpracuje ze stroną ukraińską, którą reprezentują dwa sąsiadujące Oddziały Państwowej Służby Granicznej Ukrainy: Lwowski i Czopski oraz ze stroną słowacką reprezentowaną przez Wydziały Policji Granicznej w Żylinie i Preszowie.
Od 9 grudnia 2004 w Placówce SG w Korczowej funkcjonuje polsko-ukraiński Punkt Konsultacyjny, którego zadaniem jest bieżąca wymiana informacji między służbami polskimi i ukraińskimi. Punkt ten umiejscowiony jest po stronie ukraińskiej. Wszelka wymiana informacji, ustalenia, planowanie wspólnych patroli, a także podpisywanie umów i porozumień obustronnych realizowane są w oparciu o instytucję Aparatu Pełnomocnika Granicznego.
Bieszczadzki Oddział Straży Granicznej współpracuje z Europejską Agencją Straży Granicznej i Przybrzeżnej „FRONTEX” oraz udziela wsparcia krajom europejskim w oparciu o bilateralne porozumienia międzypaństwowe. W placówkach SG w Korczowej i Medyce utworzono Punkty Ogniskowe – Focal Points, w których całorocznie pełnią służbę funkcjonariusze służb granicznych ze wszystkich państw członkowskich Unii Europejskiej.
Od lipca 2009 w budynkach byłego przejścia granicznego Barwinek-Vyšný Komárnik funkcjonuje Polsko-Słowackie Centrum Współpracy Służb Policyjnych i Celnych w Barwinku. Głównym zadaniem Centrum jest gromadzenie i szybka wymiana informacji istotnych dla zapewnienia bezpieczeństwa i porządku publicznego Polski i Słowacji, a także koordynowanie wspólnych działań w terenie np. pościgów transgranicznych. Funkcjonariusze Bieszczadzkiego Oddziału SG pełnią w Centrum służbę wspólnie z funkcjonariuszami Komendy Wojewódzkiej Policji w Rzeszowie, Podkarpackiego Urzędu Celno-Skarbowego w Przemyślu, Komendy Wojewódzkiej Policji w Preszowie (Słowacja) oraz Kryminalnego Urzędu Finansowego Republiki Słowackiej.

## Struktura organizacyjna
W 1991 Bieszczadzkiemu Oddziałowi Straży Granicznej podlegały:
- Strażnica Straży Granicznej w Lubaczowie
- Strażnica Straży Granicznej w Medyce do 2002[a]
- Strażnica Straży Granicznej w Korczowej do 1 stycznia 2003[b][19].
- Strażnica Straży Granicznej w Hermanowicach
- Strażnica Straży Granicznej w Ustrzykach Dolnych do 1 stycznia 2003[c][19]
- Strażnica Straży Granicznej w Lutowiskach
- Strażnica Straży Granicznej w Wetlinie
- Strażnica Straży Granicznej w Cisnej
- Strażnica Straży Granicznej w Łupkowie
- Strażnica Straży Granicznej w Komańczy
- Strażnica Straży Granicznej w Jaśliskach
- Strażnica Straży Granicznej w Barwinku do 1 stycznia 2003[d][19]
- Strażnica Straży Granicznej w Ożennej
- Graniczna Placówka Kontrolna w Medyce
- Graniczna Placówka Kontrolna w Barwinku
- Samodzielna Kompania Odwodowa w Sanoku
- Strażnica Straży Granicznej w Horyńcu-Zdroju od 30 maja 1995
- Strażnica Straży Granicznej w Wojtkowej od 19 listopada 1999
- Graniczna Placówka Kontrolna w Rzeszowie-Jasionce od 1 stycznia 2000
- Strażnicy Straży Granicznej w Ustrzykach Górnych od 10 listopada 2000.

Od 2003 funkcjonowanie Bieszczadzkiego Oddziału Straży Granicznej regulowało Zarządzenie nr 41 Komendanta Głównego Straży Granicznej z 17 października 2003 w sprawie nadania regulaminu organizacyjnego Komendzie Bieszczadzkiego Oddziału Straży Granicznej im. gen. bryg. Jana Tomasza Gorzechowskiego w Przemyślu (Dz. Urz. KGSG Nr 8, poz. 48, z 2005 r. Nr 3, poz. 10 oraz z 2007 r. Nr 1, poz. 13, Nr 3,poz. 29 i Nr 10, poz. 90), zmienionego zarządzeniami nr 41 z dnia 23 maja 2008 r., nr 63 z dnia 28 sierpnia 2008 r. i nr 84 z dnia 16 listopada 2009 r.
24 sierpnia 2005 w miejsce dotychczas funkcjonujących strażnic oraz granicznych placówek kontrolnych utworzono placówki Straży Granicznej. Funkcjonariusze i pracownicy pełniący służbę i zatrudnieni w strażnicach oraz granicznych placówkach kontrolnych Straży Granicznej stali się odpowiednio funkcjonariuszami i pracownikami placówek Straży Granicznej.
--
W latach 2002–2006 w Bieszczadzkim Oddziale Straży Granicznej zadania związane z ochroną granicy państwowej oraz z kontrolą ruchu granicznego realizowało 20 granicznych jednostek organizacyjnych.
Wykaz granicznych jednostek organizacyjnych Bieszczadzkiego Oddziału Straży Granicznej w latach 2002–2006 podano za: Bieszczadzki Oddział Straży Granicznej w świetle liczb i danych statystycznych (2002–2006). W: Piotr Kozłowski: Biuletyn 1/2008. s. 78–79.
Granicę państwową z Ukrainą ochraniało 12 granicznych jednostek organizacyjnych Straży Granicznej:
- Strażnica/Placówka Straży Granicznej w Horyńcu-Zdroju
- Strażnica/Placówka Straży Granicznej w Lubaczowie
- Graniczna Placówka Kontrolna/Placówka Straży Granicznej w Korczowej:
  - (przejście drogowe) Korczowa-Krakowiec
- Strażnica/Placówka Straży Granicznej w Kalnikowie
- Graniczna Placówka Kontrolna/Placówka Straży Granicznej w Medyce
  - (przejście drogowe, piesze) Medyka-Szeginie
  - (przejście kolejowe) Przemyśl-Mościska
- Strażnica/Placówka Straży Granicznej w Hermanowicach (25 września 2002 przeniesienie się do nowego obiektu)
- Strażnica/Placówka Straży Granicznej w Huwnikach od 11 lipca 2002
- Strażnica/Placówka Straży Granicznej w Wojtkowej
- Graniczna Placówka Kontrolna/Placówka Straży Granicznej w Krościenku:
  - (przejście drogowe) Krościenko-Smolnica
  - (przejście kolejowe) Krościenko-Chyrów
- Strażnica Straży Granicznej w Lutowiskach[e] → Strażnica/Placówka Straży Granicznej w Czarnej Górnej[f];
- Strażnica/Placówka Straży Granicznej w Stuposianach od 25 października 2002
- Strażnica/Placówka Straży Granicznej w Ustrzykach Górnych.

Granicę państwową ze Słowacją w latach 2002–2004 ochraniało 7 granicznych jednostek organizacyjnych:
- Strażnica/Placówka Straży Granicznej w Wetlinie – ponownie od 1 czerwca 2009 w BOSG[h]
- Strażnica Straży Granicznej w Cisnej
- Strażnica Straży Granicznej w Łupkowie → Graniczna Placówka Kontrolna Straży Granicznej w Łupkowie[i]:
  - (przejście kolejowe) Łupków-Palota
- Strażnica Straży Granicznej w Komańczy
- Strażnica Straży Granicznej w Jaśliskach
- Graniczna Placówka Kontrolna Straży Granicznej w Barwinku
  - (przejście kolejowe) Łupków-Palota do 10 grudnia 2003[j]
  - (przejście drogowe) Barwinek-Vyšný Komárnik
- Strażnica Straży Granicznej w Ożennej.

W strefie działania BOSG:
- Graniczna Placówka Kontrolna/Placówka Straży Granicznej w Rzeszowie-Jasionce
  - (przejcie lotnicze) w Mielcu.

W ochronie granicy wykonywali zadania też:
- Kompania Odwodowa w Przemyślu;
- Samodzielna Kompania Odwodowa w Sanoku;
- Wydział Lotniczy Komendy Głównej Straży Granicznej[k] realizujący zadania z powietrza (samolot Wilga, śmigłowce: Mi-2 i Kania).

W 2006 na terenie Komendy BiOSG w Przemyślu zostały zakończone prace przy adaptacji budynków z przeznaczeniem na „Areszt w celu wydalenia” oraz „Strzeżony Ośrodek dla Cudzoziemców”.
- Placówka Straży Granicznej w Sanoku od 1 czerwca 2009 w BOSG[m].

--
Od 1 maja 2014 funkcjonowanie Bieszczadzkiego Oddziału Straży Granicznej reguluje Zarządzenie nr 48 Komendanta Głównego Straży Granicznej z 15 kwietnia 2014 w sprawie nadania regulaminu organizacyjnego Komendzie Bieszczadzkiego Oddziału Straży Granicznej imienia gen. bryg. Jana Tomasza Gorzechowskiego w Przemyślu (Dz. Urz. 2014.65).
Komendą Oddziału kieruje Komendant Oddziału przy pomocy zastępców Komendanta Oddziału, głównego księgowego oraz kierowników komórek organizacyjnych komendy oddziału.
W skład komendy oddziału wchodzą komórki organizacyjne, o których mowa poniżej oraz Zespół Stanowisk Samodzielnych.
Zespół Stanowisk Samodzielnych, w skład którego wchodzą radca prawny i kapelan, jest bezpośrednio nadzorowany przez Komendanta Oddziału.

### Komórkami organizacyjnymi komendy oddziału są[25]
- Wydział Graniczny
  - Centrum Współpracy Policyjnej i Celnej w Barwinku
- Wydział Operacyjno-Śledczy
- Wydział do spraw Cudzoziemców
- Wydział Koordynacji Działań
- Wydział Łączności i Informatyki
- Wydział Kadr i Szkolenia
- Pion Głównego Księgowego
- Wydział Techniki i Zaopatrzenia
- Wydział Zabezpieczenia Działań
- Wydział Ochrony Informacji
- Wydział Kontroli i Audytu Wewnętrznego
- Wydział Analiz, Informacji i Współpracy Międzynarodowej
- Służba Zdrowia Bieszczadzkiego Oddziału Straży Granicznej z siedzibą w Przemyślu
- Strzeżony Ośrodek dla Cudzoziemców w Przemyślu.

### Placówki Bieszczadzkiego Oddziału Straży Granicznej
- Placówka Straży Granicznej w Horyńcu-Zdroju
  - (przejście kolejowe) Werchrata-Rawa Ruska
- Placówka Straży Granicznej w Lubaczowie
- Placówka Straży Granicznej w Hermanowicach
- Placówka Straży Granicznej w Huwnikach
- Placówka Straży Granicznej w Wojtkowej
- Placówka Straży Granicznej w Czarnej Górnej
- Placówka Straży Granicznej w Stuposianach
- Placówka Straży Granicznej w Ustrzykach Górnych
- Placówka Straży Granicznej w Medyce
- Placówka Straży Granicznej w Rzeszowie-Jasionce
  - (przejście lotnicze) w Porcie lotniczym Rzeszów-Jasionka
- Placówka Straży Granicznej w Krościenku
- Placówka Straży Granicznej w Korczowej
- Placówka Straży Granicznej w Wetlinie
- Placówka Straży Granicznej w Sanoku.